# Cecília da Suécia
Cecília da Suécia (Estocolmo, 22 de junho de 1807  — Oldemburgo, 27 de janeiro de 1844) foi uma compositora, princesa da Suécia e grã-duquesa consorte de Oldemburgo.

## Família
Cecília foi a filha mais nova do rei Gustavo IV Adolfo da Suécia e da princesa Frederica de Baden. Os seus avós paternos eram o rei Gustavo III da Suécia e a princesa Sofia Madalena da Dinamarca. Os seus avós maternos eram o príncipe-herdeiro Carlos Luís de Baden e a condessa Amália de Hesse-Darmstadt. Uma das suas tias maternas era a princesa Luísa de Baden, casada com o czar Alexandre I da Rússia.

## Biografia

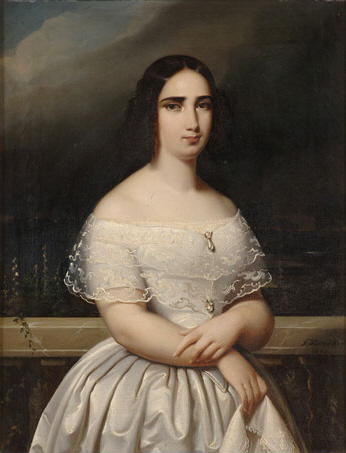
Cecília da Suécia
Pintura póstuma, por Theodor Hamacher, 1847

Cecília abandonou a Suécia depois de o seu pai ser deposto em 1809 e foi criada no ducado natal da mãe, Baden. Após o divórcio dos pais em 1812, foi criada maioritariamente pela sua avó materna. Conheceu o duque Augusto de Oldemburgo em 1830 e, depois de conversarem durante uma hora, decidiram casar-se. O casal viajou até Viena, onde vivia o seu irmão mais velho, e casaram-se lá, na presença do imperador romano-germânico Francisco II.
Cecília interessava-se muito pela cultura e foi a compositora do hino "Heil dir, o Oldenburg!". Foi também ela a criar o primeiro teatro da cidade em 1833, embora nunca tenha sido muito popular no seu grão-ducado onde vivia uma vida restrita ao circulo da corte.

## Casamento e descendência
Cecília casou-se no dia 5 de maio de 1831 com o grão-duque Augusto de Oldemburgo, seu primo distante. Tiveram três filhos:
1. Alexandre de Oldemburgo (16 de junho de 1834 - 6 de junho de 1835)
2. Nicolau de Oldemburgo (15 de fevereiro de 1836 - 30 de abril de 1837)
3. Elimar de Oldemburgo (23 de janeiro de 1844 - 17 de outubro de 1895])

## Morte
Cecília morreu de febre depois do nascimento do seu último filho e foi enterrada no mausoléu ducal no cemitério da Igreja de Santa Gerturdes em Oldemburgo. A sua irmã, Amália Maria Carlota, também está lá enterrada. 

## Títulos e estilos
- 22 de junho de 1807 - 5 de maio de 1831: Sua Alteza Real princesa Cecília da Suécia
- 5 de maio de 1831 - 27 de janeiro de 1844: Sua Alteza Real a Grã-duquesa de Oldemburgo